# Medvjeđi dlan
Medvjeđi dlan (livadna šapika, obična šapika, mečja šapa;  lat. Heracleum sphondylium je dvogodišnja ili višegodišnja biljka dlakave stabljike iz porodice Apiaceae. Naraste do najviše 2 metra visine. Cvjetovi su bijeli do ružičasti, javljaju se od lipnja do listopada. Ubraja se u ljekovite biljke. Raste u Europi, Aziji i sjevernoj Africi. Preferira tlo bogato dušikom, na vlažnim mjestima, uz potoke, rubove šuma i putova, po vlažnim livadama uz živice i slično.
Donji listovi su joj dugi preko 50 cm dok su gornji sve manji. Mladi listovi su i jestivi.

## Podvrste
1. Heracleum sphondylium var. akasimontanum (Koidz.) H. Ohba
2. Heracleum sphondylium subsp. algeriense (Coss. ex Batt. & Trab.) Dobignard
3. Heracleum sphondylium subsp. alpinum (L.) Bonnier & Layens
4. Heracleum sphondylium subsp. aurasiacum (Maire) Dobignard
5. Heracleum sphondylium subsp. embergeri Maire
6. Heracleum sphondylium subsp. granatense (Boiss.) Briq.
7. Heracleum sphondylium var. lanatum (Michx.) Dorn
8. Heracleum sphondylium subsp. montanum (Schleich. ex Gaudin) Briq.
9. Heracleum sphondylium var. nipponicum (Kitag.) H. Ohba
10. Heracleum sphondylium subsp. orsinii (Guss.) H.Neumayer
11. Heracleum sphondylium subsp. pyrenaicum (Lam.) Bonnier & Layens
12. Heracleum sphondylium subsp. sibiricum (L.) Simonk.
13. Heracleum sphondylium subsp. suaveolens (Litard. & Maire) Dobignard
14. Heracleum sphondylium subsp. ternatum (Velen.) Brummitt
15. Heracleum sphondylium subsp. transsilvanicum (Schur) Brummitt
16. Heracleum sphondylium subsp. trifoliolatum (Blanch.) Kerguélen
17. Heracleum sphondylium var. tsaurugisanense (Honda) H. Ohba
18. Heracleum sphondylium subsp. verticillatum (Pančić) Brummitt

## Vanjske poveznice
- PFAF database Heracleum sphondylium  Arhivirana inačica izvorne stranice od 4. ožujka 2016. (Wayback Machine)